# Barbitúrico

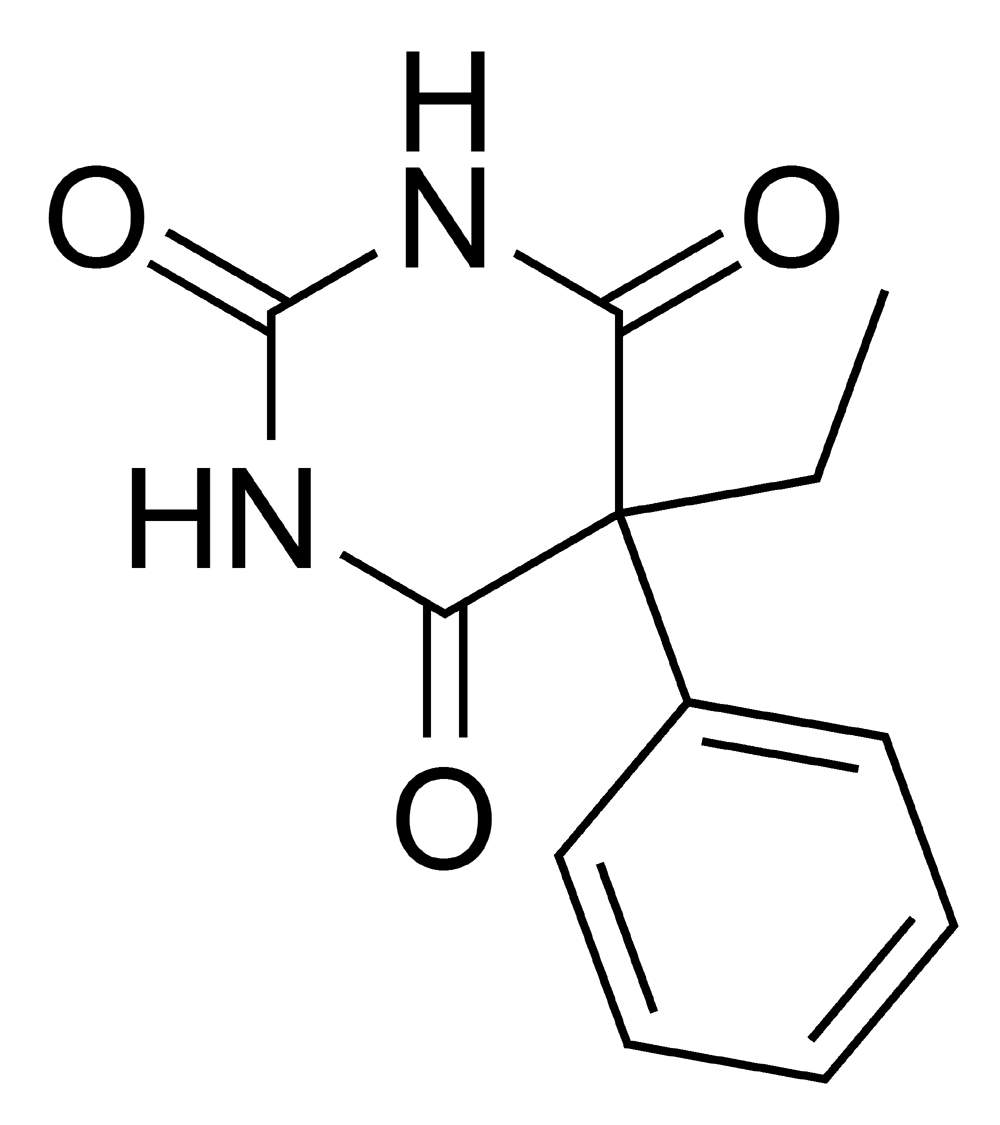
Barbitúrico

Barbitúrico, também chamado de malonilureia ou hidropirimidina, é um composto químico orgânico (contém carbono) sintético, ou um fármaco derivado do "ácido barbitúrico", resultado da união do ácido malônico com a ureia, de onde se derivam substâncias de uso terapêutico, descoberto por Adolf Von Baeyer em 1864.
É um fármaco do grupo de substâncias depressoras do sistema nervoso central (diminuem a atividade no cérebro), usados como anticonvulsivos, sedativos e hipnóticos.
Os barbitúricos têm uma pequena margem de segurança entre a dosagem terapêutica e a intoxicação. Assim, o uso destes fármacos foram reduzidos e substituídos por benzodiazepínicos. Além de outros problemas como o consumo prolongado causar tolerância e dependência física; podem causar depressão profunda; a intoxicação constitui um problema clínico grave e o alto uso em homicídios e suicídios.

## Histórico
As propriedades indutoras de sono dos barbitúricos foram descobertas no início do século passado, a partir de então muitos compostos com essas propriedades eram testados e fabricados. Foram muito usados até os anos 60, quando eram os hipnóticos e/ou sedativos em maior uso clínico.

## Ação
Todos os barbitúricos deprimem o sistema nervoso central (SNC) com efeito semelhante aos anestésicos inalatórios como o halotano. De maneira semelhante aos benzodiazepínicos, aumentam a ação do GABA, via de regra, um neurotransmissor inibitórico do SNC (2); esse aumento é feito por uma ligação em sítio específico do receptor de GABA tipo A (GABA), porém em local diferente dos benzodiazepínicos, com ação menos específica (são receptores alostéricos: ligam-se a um sítio diferente do GABA no receptor, aumentando a afinidade do neurotransmissor a seu sítio ativo do receptor). Na verdade, esses receptores nada mais são que canais iônicos de cloreto[8].

## Precauções
Os barbitúricos podem causar morte por depressão respiratória e cardiovascular se for administrado em excesso, daí sua utilização controlada nos dias atuais. Pela falta de segurança, hoje esses medicamentos são pouco utilizados para hipnose e quadros de ansiedade, quando os benzodiazepínicos (mecanismo semelhante de ação) ou medicamentos que atuam na fisiologia da serotonina podem ser mais adequados; não se pode esquecer que a terapêutica medicamentosa e clínica dessas doenças é ampla e em constante estudo. (2),(3) Seu uso mais comum na medicina envolve quadros de epilepsia (com o fenobarbital, por exemplo) e na anestesia intravenosa (com o tiopental, por exemplo).
Os barbitúricos induzem alto grau de tolerância e dependência.

## Metabolização e interações medicamentosas
São metabolizados no fígado, induzindo aumento relevante do citocromo hepático P450 (Citocromo P450), assim outros fármacos metabolizados por esta substância são degradados mais rapidamente, o que pode ser perigoso para os pacientes.
Como atuam de maneira significante no metabolismo hepático, são medicamentos contraindicados aos portadores da doença metabólica porfiria.

## Visão geral deste grupo de medicamentos
Barbitúricos são sedativos e calmantes. São usados em remédios para alguns tipos de cefaléia, estabilizadores de humor topiramato, para hipnose, para epilepsia, controle de úlceras pépticas, pressão sanguínea alta, distúrbios do sono. Nos primeiros anos de uso dos barbitúricos não se sabia que poderia causar dependência, mas já havia inúmeras pessoas dependentes. Hoje há normas e leis que dificultam uma pessoa a obter esse composto. Os barbitúricos provocam dependência física e psicológica, diminuição em várias áreas do cérebro, depressão na respiração e no sistema nervoso central, depressão na medula, depressão do centro do hipotálamo, vertigem, redução da urina, espasmo da laringe, crise de soluço, sedação, alteração motora. Os barbitúricos causam dependência, desenvolvimento de tolerância e síndrome de abstinência. A abstinência requer tratamento médico e hospitalização já que leva a pessoa a ter hipotensão arterial, transpiração excessiva, náuseas, vômitos, hiperatividade dos reflexos, ansiedade, apreensão, taquicardia, tremor corporal, abalos musculares. Se a abstinência tiver importância grave pode ocorrer convulsão, obnubilação, alucinações visuais, desorientação e delírios. Podemos citar alguns tipos de medicamentos com barbitúricos. São eles: amytal, veronal, butisol, gardenal, luminal, evipal, mebaral, nembutal, seconal, surital e delvinal. Tais medicamentos têm ação dos barbitúricos variadas que variam de ação curta, intermediária e prolongada.

## Alguns fármacos do grupo
- Fenobarbital
- Tiopental
- Tiamilal
- Metohexital
- Secobarbital
- Pentobarbital